# Дэвид Боуи: История человека со звёзд
«Дэвид Боуи: История человека со звёзд» (англ. Stardust; буквальный перевод — «Звёздная пыль») — британско-канадский художественный фильм 2020 года о Дэвиде Боуи с музыкантом Джонни Флинном в главной роли. Получил почти исключительно негативные отзывы критиков.

## Сюжет
По словам создателей картины, фильм не является биографическим в строгом смысле слова и не имеет отношения к творческому наследию Дэвида Боуи. Его действие происходит в 1971 году, в период, предшествующий созданию Боуи сценического образа Зигги Стардаста. Певец совершает своё первое турне по Америке и сталкивается с запретом на выступления из-за бюрократических неувязок. Вместо того, чтобы давать концерты, он встречается с диджеями, исполняет каверы на частных встречах, общается с американскими рокерами Игги Попом и Лу Ридом.

## В ролях
- Джонни Флинн — Дэвид Боуи
- Джена Мэлоун — Энджи Боуи
- Марк Марон — Рон Оберман
- Дерек Моран — Терри Бернс
- Джулиан Ричингс — Тони Дефриз

## Производство и релиз
Фильм с Джонни Флинном в главной роли был анонсирован в июне 2019 года. Съёмки шли в канадском Торонто и в некоторых городах США и закончились в сентябре 2019 года. Семья Боуи не поддержала идею создания фильма, поэтому в картине не звучит ни одна песня главного героя. В саундтрек были включены композиции Жака Бреля My Death и Amsterdam (их кавер-версии были неотъемлемой частью репертуара Боуи в конце 60-х — начале 70-х годов) и песня I Wish You Would британской рок-группы The Yardbirds, вошедшая в альбом кавер-версий Боуи Pin Ups 1973 года.
Специально для фильма Джонни Флинн написал и исполнил песню Good Ol' Jane. «Я ухватился за идею, что он убегает от самого себя, и подумал, что было бы здорово написать такую песню, чтобы было похоже, будто он написал её в отеле прошлой ночью. Я хотел запечатлеть ею тот момент в его жизни. Так что моя песня о том, как Дэвид по существу копирует Лу Рида», — рассказал Флинн в интервью Boston Herald.
Премьера фильма должна была состояться на кинофестивале Трайбека в апреле 2020 года, но её отменили из-за пандемии коронавируса. Первый показ прошёл 16 октября 2020 года на кинофестивале в Сан-Диего, а 25 ноября картина вышла в прокат.

## Оценки
Отзывы критиков были очти исключительно негативными. На сайте-агрегаторе рецензий Rotten Tomatoes фильм получил рейтинг 19 % со средней оценкой 4,3 из 10, на сайте Metacritic — оценку 35 из 100, что указывает на «в целом неблагоприятные отзывы».
Игнатий Вишневецкий из A. V. Club назвал картину «бархатным мусором» и заявил, что Боуи в ней — «просто заурядный придурок, которому нужна терапия, чтобы справиться со своими демонами». Симран Ханс из The Observer поставил фильму один балл из пяти, охарактеризовав его как банальность, неспособную «передать индивидуалистический дух Боуи». Питер Брэдшоу из The Guardian оценил картину на два балла из пяти и назвал её «натянутой, разочаровывающей мешаниной», но при этом похвалил игру Флинна, как и Кларисса Лоури из The Independent. Тара Брейди из The Irish Times поставила фильму два балла из пяти со словами: «Зрелище вызовет раздражение у фанатов и, несомненно, собьёт с толку новичков; это любопытная вещь, но для кого она предназначена?». Дэвид Руни из The Hollywood Reporter назвал фильм «вялой одиссеей», проблемы которой усугубляются отсутствием музыки Боуи.
Джеймс Моттрам из South China Morning Post поставил фильму три звезды из пяти, Кейт Эрбланд из IndieWire оценила его на «С+». По мнению Марка Бомонта из MME, это скорее «разоблачительный фильм о путешествии», чем байопик, а отсутствие музыки Боуи «лишает зрителя ощущения, что яркий талант героя преступно игнорируется». Марджори Баумгартен из The Austin Chronicle ограничилась признанием того, что в картине «есть несколько ярких моментов».